# Small Things Like These
Small Things like These es una película de drama histórico de 2024 dirigida por Tim Mielants y adaptada por Enda Walsh de la novela homónima de 2021 de Claire Keegan, y protagonizada por Cillian Murphy (quien también se desempeña como productor), Eileen Walsh, Michelle Fairley, Emily Watson, Clare Dunne y Helen Behan. La película es una coproducción internacional entre Irlanda y Bélgica. Su trama se centra en las infames lavanderías de la Magdalena en Irlanda.
Small Things like These tuvo su estreno mundial en el 74º Festival Internacional de Cine de Berlín el 15 de febrero de 2024.

## Trama
Irlanda, en vísperas de la Navidad de 1985: el taciturno Bill Furlong trabaja como comerciante de carbón y vive con su esposa Eileen y sus cinco hijas en un pequeño pueblo del condado de Wexford . La comunidad se caracteriza por la pobreza, pero Bill paga a sus empleados salarios relativamente buenos y, a menudo, los invita a cenar después del trabajo. Sus hijas asisten a la escuela católica del monasterio local. Su hija mayor, Kathleen, que ayuda en el departamento de contabilidad de la pequeña empresa familiar, planea ir a la universidad después de terminar la escuela.
Cuando Bill entrega el carbón al monasterio una mañana, es testigo del ingreso forzoso de una joven embarazada. Es sabido en toda la ciudad que allí se aceptan mujeres solteras embarazadas. El evento hace que Bill comience a confrontar su propio pasado. También nació fuera del matrimonio y fue criado por su madre Sarah sin padre. Cuando era niño, sus compañeros de clase lo acosaban. Madre e hijo se beneficiaron del empleo de Sarah en la casa de la rica señora Wilson, incluso si ello conllevaba una o dos dificultades. Sarah se involucró con el empleado Ned antes de desplomarse repentinamente en el patio en 1954 y morir en sus brazos. Luego, el joven Bill continuó siendo cuidado por la Sra. Wilson y Ned se convirtió en una especie de padre sustituto para él.
La esposa de Bill nota su "silencio" y su insomnio por las noches. Bill teme que Kathleen, soltera, quede embarazada sin querer. Durante otra visita al monasterio, una niña inmediatamente le llama la atención sobre los agravios. Eileen le aconseja que no interfiera más en los asuntos de las monjas. El dueño del pub local también le advierte después de que Bill encuentra a una joven embarazada llamada Sarah encerrada en la bodega de carbón una mañana temprano. La hermana María, directora del monasterio, intenta esconder los acontecimientos bajo la mesa. Fue una broma puntual de las otras chicas, que no soportaban a Sarah. La hermana Mary amenaza indirectamente a Bill en una conversación individual con sacar a sus hijas de la escuela. Ella también lo soborna con dinero, que él acepta.
En el camino de regreso a casa, Bill sufre un ataque de nervios y se olvida de contarle a Eileen sobre el regalo del dinero. Se entera de la noticia por la hermana Mary. Eileen quiere aceptar la suma para poder pagar todos sus gastos navideños, incluido un par de zapatos nuevos para ella. Luego, Bill se niega a pasar la noche con Eileen y visita la tumba de su madre en la antigua propiedad de la Sra. Wilson a la mañana siguiente. Se entera por los nuevos propietarios de que Ned está en el hospital y sufre de vejez.
Cuando Bill vuelve a visitar la depósito de carbón del monasterio una noche, encuentra nuevamente allí a una Sarah exhausta. Sin más preámbulos, se la lleva a casa, lo que no pasa desapercibido para la hasta entonces silenciosa comunidad del pueblo. La película termina con Bill y Sarah llegando a su casa mientras la desprevenida familia de Bill prepara la cena.

## Elenco
- Cillian Murphy como Bill Furlong,  un comerciante de carbón
  - Louis Kirwan como el joven Bill [2]
- Eileen Walsh como Eileen Furlong,  esposa de Bill
- Michelle Fairley como la Sra. Wilson
- Emily Watson como la hermana Mary,  la corrupta madre superiora del convento
- Clare Dunne como hermana Carmelo
- Helen Behan como la Sra. Kehoe,  propietaria del pub local.
- Liadán Dunlea como Kathleen Furlong,  la hija mayor de Bill
- Agnes O'Casey como Sarah Furlong, [3] madre de Bill
- Mark McKenna como Ned, [3] peón de la señora Wilson
- Zara Devlin como Sarah, [3] una joven del convento

## Trasfondo

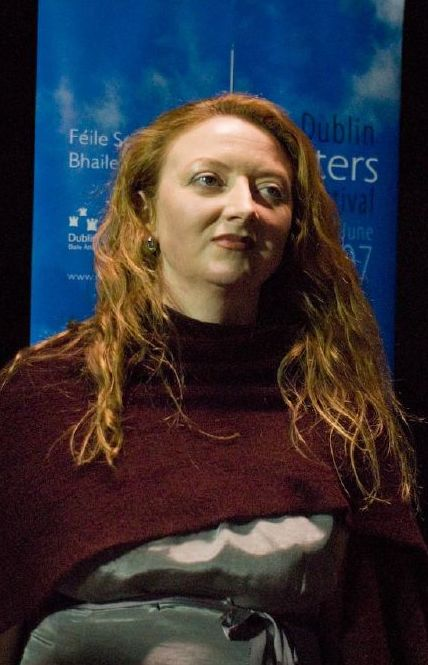
Claire Keegan, autora de Small Things Like These

La película está basada en la novela histórica Small Things Like These de la escritora irlandesa Claire Keegan, publicada por Grove Press en 2021. Small Things Like These ganó el Premio Orwell de Ficción Política 2022 y fue preseleccionado para el Premio Rathbones Folio y el Premio Booker. En su novela, la autora aborda las condiciones en el asilo de las Magdalenas. El protagonista Bill Furlong, comerciante de carbón y padre de cinco hijas, ya no quiso ignorar el destino de las jóvenes en uno de estos establecimientos cuando pudo echar un vistazo detrás de los muros del monasterio mientras entregaba leña y carbón.  Los hogares de este tipo fueron operados por instituciones católicas romanas desde la década de 1820 hasta 1996, aparentemente para reformar a las “jóvenes caídas”, pero en realidad eran hogares correccionales o reformatorios para mujeres. A menudo, uno de sus familiares las “dejaba” allí para que pudieran ocultar su embarazo a la sociedad. En la novela, la madre de Bill, Sarah, estaba embarazada de él cuando era adolescente, pero no tuvo que ir a una casa así, sino que fue acogida por una familia donde trabajó por un pequeño salario y recibió a cambio alojamiento y comida. 
La novela de Keegan Foster  (Tres luces) ya había sido llevada al cine. La película The Quiet Girl (en irlandés An Cailín Ciúin ) de Colm Bairéad fue presentada por Irlanda como candidata a los premios Óscar de 2023 a la mejor película internacional. 

## Producción

### Dirección y guion
La película fue dirigida por el belga Tim Mielants.  Después de la tragicomedia De Patrick de 2019, el drama romántico Nobody Has to Know de 2021 y el drama histórico Wil de 2023, Small Things Like These es el cuarto trabajo como director de Mielants en un largometraje. El guion fue escrito por la dramaturga y dramaturga radiofónica irlandesa Enda Walsh.  Su trabajo anterior incluye los guiones del thriller Chatroom y la película de misterio The House.

### Desarrollo
En marzo de 2023 se informó que Ben Affleck y Matt Damon producirían la película a través de su productora Artists Equity, y Damon supuestamente produciría junto a Drew Vinton y Jeff Robinov, y Affleck sería productor ejecutivo con Kevin Halloran y Michael Joe. Cillian Murphy aparecerá en la película y producirá junto con Alan Moloney a través de su productora Big Things Films. Se anunció que Ciarán Hinds y Emily Watson se unirían a Murphy en el elenco. Se reveló que el proyecto será dirigido por Tim Mielants, a partir de un guion de Enda Walsh.  La película es una producción irlandesa con financiación adicional procedente de Screen Ireland y será coproducida con Wilder Content en Bélgica. 

### Rodaje
The Irish Independent informó a finales de 2022 y principios de 2023 que se estaban buscando lugares de rodaje para una película del libro en New Ross, condado de Wexford.   Deadline Hollywood informó en marzo de 2023 que la fotografía principal estaba en marcha,  y se esperaba que el rodaje en el condado de Wicklow durara cuatro semanas. El rodaje comenzó a principios de 2023 en la localidad de New Ross, en el sureste de la República de Irlanda, finalizó a principios de abril de 2023.  La novela de Keegan también está ambientada en New Ross.  Se filmó allí, entre otras cosas, en Quay Street, Conduit Lane y en el Monasterio de la Misericordia.  Al igual que De Patrick, el holandés Frank van den Eeden actuó como camarógrafo. También ha trabajado en películas de Fien Troch y Lukas Dhont en el pasado.
El neozelandés Paki Smith se encargó del diseño de producción. Anteriormente trabajó en películas como John Carter de Andrew Stanton, The Dark Knight Rises de Christopher Nolan y High-Rise de Ben Wheatley. 

### Música
La música de la película fue compuesta por Senjan Janson. El compositor, diseñador de sonido y productor musical trabaja de forma interdisciplinaria e internacional en las áreas de artes escénicas, artes visuales, moda y cine. Janson también compuso para los directores Fien Troch, Laure Prouvost, Koen Mortier y Nicolas Provost.  Mielants trabajó anteriormente con Janson en la serie de televisión Cordon, que él dirigió.

## Estreno
La película tuvo su estreno mundial el 15 de febrero de 2024 en el 74º Festival Internacional de Cine de Berlín. 

## Recepción
Small Things like These recibió críticas positivas tras su lanzamiento.  En el sitio web de recopilación de reseñas Rotten Tomatoes, el 88% de las reseñas de 16 críticos son positivas, con una calificación promedio de 7,9/10.  Metacritic, que utiliza un promedio ponderado, asignó a la película una puntuación de 82 sobre 100, basada en 11 críticas, lo que indica "aclamación universal". 
Ben Croll de TheWrap calificó la película como una "joya modesta".  Peter Bradshaw de The Guardian le dio a la película cuatro de cinco estrellas y la describió como un "drama absorbente y comprometido", afirmando: "Estaba tan absorto, tan atrapado en esta película, que no era consciente de lo que sería el final hasta que la pantalla se puso negra."  James Mottram de Radio Times también le dio a la película cuatro de cinco estrellas y la llamó un "drama discreto que es de escala miniatura pero no ambicioso".  Tim Robey de The Telegraph lo describió como "un drama irlandés de labios apretados aún más impregnado de tristeza de lo que implica la línea de registro, y asumido con gracia hipnótica por un Cillian Murphy muy especial".  Guy Lodge de Variety elogió la actuación de Murphy, describiéndolo como la "corriente emocional viva" de la película y diciendo que " Small Things Like These se basa tanto en su tranquilidad como en su inquietud como actor". 
David Rooney de The Hollywood Reporter calificó la película como un "drama sombrío y pausado" conmovedor y apreció las actuaciones de Murphy y Watson.  Jonathan Romney de Screen Daily destacó las actuaciones de Murphy y Walsh, la dirección de Mielants y la escritura de Walsh, que es "en gran medida fiel" a la novela.  Rachel Pronger de IndieWire calificó la película como "una joya discreta, más sutil y genuinamente profunda" y apreció la escritura de Walsh y las actuaciones de Murphy, Watson y Walsh.  Stephanie Bunbury de Deadline Hollywood lamentó la falta de "tensión dramática" de la película, pero apreció la actuación de Watson. 
Rachel Pronger, de IndieWire, escribe en su reseña que la película es particularmente impactante porque muestra el papel que desempeñaron las mujeres en el mantenimiento de los estándares patriarcales punitivos de la sociedad. Bill, que vive en un mundo dominado por mujeres y tiene poco contacto con otros hombres, también recibe advertencias no sólo de las monjas, sino también de su esposa Eileen y del dueño del pub, para que no se involucre en algo que no es de su incumbencia. El director Tim Mielants y su director de fotografía Frank van den Eeden hicieron un uso brillante de la ubicación en el condado de Wexford para capturar el lado acogedor y claustrofóbico de esta pequeña ciudad donde todos se conocen. 